# Gianni Vigorelli
Gianni Vigorelli (Tormo, 1916 – Lodi, 1998) è stato uno scultore italiano.

Il monumento alla Resistenza di Lodi

Nato a Crespiatica in località Tormo, fu allievo di Francesco Messina all'Accademia di Brera e amico di Ettore Archinti e Fausto Locatelli.
Dopo la fine della seconda guerra mondiale si trasferì a Milano; nel 1967 tornò a Lodi installando il suo studio nella cappella del palazzo Barni.
Di personalità schiva, rifiutò nel 1942 un invito a esporre alla XXIII Biennale di Venezia, e nel 1964 la cattedra al liceo artistico di Brera. La sua opera più nota è il monumento alla Resistenza di Lodi, inaugurato nel 1967.
Morì a Lodi nel 1998.

### Testi di approfondimento
- Tino Gipponi (a cura di), Gianni Vigorelli, Lodi, Il Pomerio, 1997, ISBN 88-7121-399-8.